# Андерсон, Арт
Артур Энтони Андерсон (англ. Arthur Anthony Anderson; 9 октября 1936, Брекенридж, Миннесота — 25 февраля 2021, Сан-Диего, Калифорния) — профессиональный американский футболист. Выступал на позиции тэкла нападения. Играл в НФЛ с 1961 по 1963 год. На студенческом уровне выступал за команду университета Айдахо.

## Биография
Арт Андерсон родился 9 октября 1936 года в Брекенридже в Миннесоте. Вырос в городе Уопетон в Северной Дакоте, там же окончил старшую школу. Во время учёбы играл в футбол, баскетбол и бейсбол. В составе школьной баскетбольной команды выиграл чемпионат штата 1954 года. После окончания школы учился в Айдахском университете. В 1959 и 1960 годах проходил военную службу в частях морской пехоты в Сан-Диего.
На драфте НФЛ 1961 года выбран не был. В статусе свободного агента подписал контракт с клубом «Чикаго Беарс», играл в его составе в 1961 и 1962 годах. Ещё один сезон провёл в «Питтсбурге». За карьеру сыграл 41 матч в регулярных чемпионатах НФЛ.
После завершения карьеры игрока Андерсон работал тренером футбольной и легкоатлетической команд в старших школах Клермонт, Гувер и Крофорд в Сан-Диего. Руководимые им команды неоднократно становились чемпионами, Андерсон девять раз признавался тренером года. В 2006 году его включили в список тренеров-легенд Сан-Диего. В 2019 году он был избран в Зал славы школы Вапитон. Он был женат, воспитал четырёх детей.
Арт Андерсон скончался 25 февраля 2021 года в возрасте 84 лет.